# ピンク・パンサーの息子
『ピンク・パンサーの息子』（Son of the Pink Panther）は、1993年製作のコメディ映画。ブレイク・エドワーズ監督によるピンク・パンサーシリーズ最終第8作。シリーズにクルーゾー警部役で主演してきたピーター・セラーズの没後に製作された作品としては3作目。クルーゾーの隠し子ジャック・ガンブレリ巡査（ロベルト・ベニーニ）の活躍を描いている。音楽ヘンリー・マンシーニ。

## ストーリー
中東の国ルガシュの王女ヤスミンが父国王と滞在中のニースのリゾートで誘拐された。フランス大統領直々の命令で捜査に向かったパリ警察のドレフュス警視は地元署のジャック・ガンブレリ巡査と偶然知り合う。この巡査こそドレフュスとは因縁深い、10年前に死亡したとされるジャック・クルーゾー元主任警部の息子だった。ジャックの母親マリア・ガンブレリによると、ジャックはクルーゾーとマリアが吹雪に閉じ込められた時に出来た子であるという。マリアはクルーゾーに息子の存在を知らせず、ジャックにも父の事を教えなかった。しかしジャックは自ら警官の道を選び、伝説の名警部としてクルーゾーに強いあこがれを抱いていた。
たまたま拉致された王女を目撃して一目惚れしたジャックだが、その為に誘拐団一味に命を狙われる。そのジャックの巻き添えを受けて爆弾で負傷し入院したドレフュスの脳裏には、クルーゾーに悩まされ続けた過去の悪夢が蘇った。しかし、母親のマリアとは親近感を深めていった。ジャックは医者と間違えられ、一味に拉致され殺されかけて九死に一生を得る。ドレフュスのアドバイスを受け、マリアはジャックに父親が名警部クルーゾーであった事を告げる。そしてドレフュスはジャックに王女の捜査を命じた。
あこがれのクルーゾーが実の父親だった事を知り、また王女の捜査という大任を得て勇みたったジャックは早速行動を開始する。まずパリに向かい、父の親友ボールズ博士に会って変装道具を手に入れた。更に父宅の元使用人で捜査の助手を務めた事もあるケイトーに会って助手として雇い入れ、王女救出の為ルガシュへと向かった･･

## 概要
前作『ピンク・パンサー5 クルーゾーは二度死ぬ』（1983年）から10年を経て製作されたブレイク・エドワーズ監督によるピンク・パンサーシリーズの最終第8作。第1作『ピンクの豹』（1963年）から30年後の新作であり、クルーゾー警部役で第5作まで出演してきたピーター・セラーズが1980年に死去した後の作品としては3作目にあたる。
イタリア人俳優ロベルト・ベニーニがクルーゾーの隠し子であるジャック・ガンブレリ巡査として主演に起用された。第2作以降レギュラーであったドレフュス（ハーバート・ロム）、ケイトー（バート・クウォーク）も登場、毎回役柄を変えて出演してきたグレアム・スタークも出演し、懐かしい顔ぶれが揃って新たな主演者であるベニーニをフォローしている。しかしドレフュス、ケイトーと共に第2作から7作まで連続登場してきたフランソワ刑事は、演者のアンドレ・マランヌが1991年に引退した為、ダーモット・クローリーが演じている。
また、シリーズ第1作『ピンクの豹』のヒロイン、クラウディア・カルディナーレがジャックの母親役として30年振りに再出演を果たした。しかし役柄は第1作で演じたダーラ王女ではなく、第2作『暗闇でドッキリ』でエルケ・ソマーが演じたヒロインと同名のマリア・ガンブレリであった。ただし、『暗闇でドッキリ』におけるクルーゾーとマリアの関係と、本作でマリアが語ったクルーゾーとの関係に一致点は見出し難い。また『暗闇でドッキリ』ではドレフュスはマリアを知っている筈だが、本作ではその素振りはまったく見られず、両作のマリアが同一人物とは考え難い。
監督も務めた1998年の『ライフ・イズ・ビューティフル』でアカデミー主演男優賞を受賞するベニーニもこの当時の世界的知名度は高くなく、またシリーズの全盛期から時を経ての製作でもあり、大ヒットとはならなかった。日本では劇場未公開、DVD未発売。ビデオはかつてリリースされたが流通数は少なく、本作の日本での知名度は高くない。

## 備考
- 前作『ピンク・パンサー5 クルーゾーは二度死ぬ』においてクルーゾーはダイヤ窃盗犯の悪名を負って死んだと世間に思われた筈（実際は整形して生きている）だが、本作では殉職した伝説の名刑事として語られている。
- 常にクルーゾーの行動に悩まされ精神を患う役柄であったドレフュスは、今回もクルーゾーの息子であるジャックとの遭遇により重傷を負い入院してしまう。しかし、それが縁でジャックの母親マリアと出会い、交流を続ける内に親しくなり遂に結婚に至る。結果としてシリーズはドレフュスが「クルーゾーの息子」であるジャックの義父になるという、驚愕のハッピーエンドを迎えた。
- 毎回のように役柄を変えて出演してきたグレアム・スタークは、私生活でもピーター・セラーズの親友として知られる。本作では『ピンク・パンサー4』で演じたクルーゾーの変装道具を製作するボールズ博士として再登場した。私生活同様クルーゾーの親友としての位置付けで、ラストのジャックの叙勲シーンにも列席している。
- オープニングテーマはマンシーニ作曲のテーマ曲をボビー・マクファーリンがアレンジ・歌唱したものが使用された。オープニング映像にはマクファーリンやマンシーニも実写で登場している。

## キャスト
- ジャック・ガンブレリ巡査：ロベルト・ベニーニ
- チャールズ・ドレフュス警視：ハーバート・ロム
- マリア・ガンブレリ：クラウディア・カルディナーレ
- ヤスミン王女：デブラ・ファレンティノ
- ケイトー：バート・クウォーク
- ボールズ博士：グレアム・スターク
- フランソワ刑事：ダーモット・クローリー
- ジャック・クルーゾー元主任警部：ピーター・セラーズ ※写真出演、ノンクレジット